# 신판일반목록

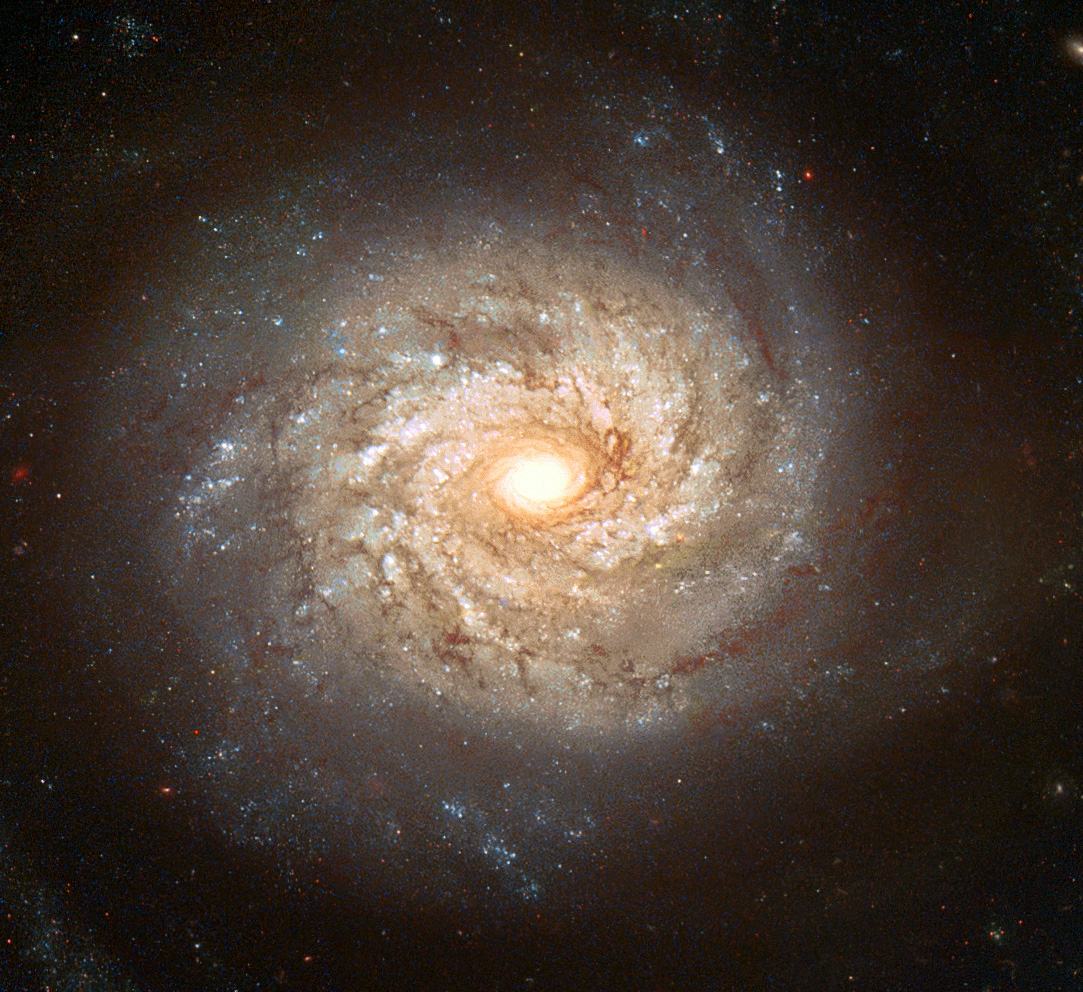
나선은하 NGC 3982는 밝은 별, 푸른 성단, 어두운 먼지대로 채워진 많은 나선팔들을 보여준다. 은하의 폭은 약 30,000 광년으로, 지구로부터 큰곰자리 방향으로 약 6,800만 광년 떨어진 곳에 위치해 있는데, 작은 망원경으로도 볼 수 있다.

성운 및 성단에 관한 신판일반목록(영어: New General Catalogue of Nebulae and Clusters of Stars) 또는 신판일반목록(新版一般目錄, 줄여서 NGC)은 천문학에서 유명한 심원 천체 목록으로, 1888년 존 루이스 에밀 드레이어가 존 허셜의 성운 및 성단에 관한 목록의 새로운 판으로 작성한 것이다. NGC 목록은 7,840 개의 천체를 포함하는데, 목록에 포함된 천체들은 NGC 천체(영어: NGC object)로 알려져 있다. NGC 목록은 예를 들면 은하에만 국한된 것이 아닌, 모든 유형의 심원천체를 포함하기 때문에 가장 포괄적인 목록 중 하나이다. 드레이어는 NGC에 대한 두 부록을 출간하였는데, 그 부록들은 색인목록(영어: Index Catalogue)으로 알려져 있다. 첫판은 1,520 개의 천체가 수록되어 1895년에 발표되었으며, 두판은 3,866 개의 천체가 수록되어 1908년에 발표되었다. 두 목록에 포함된 총 5,386 개의 천체들은 IC 천체(영어: IC object)라고 한다.
남반구의 하늘에 있는 천체들은 존 허셜 또는 제임스 던롭의 관측에 기반한 것들이 많아 어느 정도 불완전하게 수록되었다. NGC는 심각한 오류들을 많이 가지고 있었는데, 이런 오류들은 1973년 잭 W. 술렌틱과 윌리엄 G. 티프트의 개정된 신판일반목록(RNGC)과 1988년 로저 W. 신노트의 NGC 2000.0과 같은 부분적인 개선을 통해 1993년까지 착수된 NGC/IC 계획으로 제거되었다. 2009년에는 개정된 신판일반목록 및 색인목록이 볼프강 슈타이니케에 의해 작성되었다.

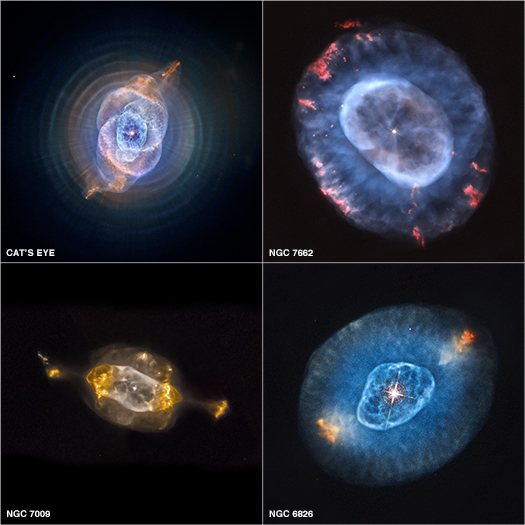
네 개의 서로 다른 행성상 성운. 좌측상단에서 시작하여 시계 방향으로 NGC 6543, NGC 7662, NGC 6826, NGC 7009이다.

## 본 목록
본래의 신판일반목록은 존 루이스 에밀 드레이어가 윌리엄 허셜 및 그의 아들 존 허셜의 관측을 통해 1880년대에 작성한 것이다. 드레이어는 이미 약 1,000 개의 새로운 천체를 포함한 허셜의 성운 및 성단에 관한 일반목록(GC)의 부록을 발표했었다. 1886년에 그는 일반목록에 대한 두번째 부록을 만들자고 제안했었지만, 영국 왕립천문학회에서는 드레이어에게 신판일반목록의 부록 대신에 신판을 만들어 달라고 부탁하였다. 이는 1888년 왕립천문학회 회고록의 신판일반목록의 발표로 이어진다.
NGC 작성은 드레이어가 2~72인치에 이르는 다양한 구경의 망원경들을 이용하여 수 많은 모순되고 불확실한 보고들을 처리하기 위한 하나의 도전이었다. 그는 스스로 일부를 확인해 봤지만, 끝이 보이지 않는 천체들의 수는 드레이어가 자신의 편찬 목표를 위해 다른 이들에 의해 발표된 것들을 받아들여야 함을 의미했다. 드레이어는 세심한 기록자였으며 목록에는 몇몇 오류(대부분 위치와 설명에 관한 것)가 있었긴 했지만 그가 만들어낸 오류는 적은 편이었다. 그는 미래의 천문학자들이 원 참고 문헌을 검토하는 것과 원 NGC에 대한 정정 발표하는 것을 가능하게 하도록 참조할 때 굉장히 철두철미했다.
NGC는 나중에 5,386 개의 천체를 포함한 두 개의 색인목록으로 확장된다. 후의 발견물 대부분은 사진술의 도움으로 발견된 것이다.

## 색인목록
NGC에 대한 최초의 주요 갱신은 1895년(1,520 개의 천체를 포함한 IC I) 및 1908년(3,866 개의 천체를 포함한 IC II)에 드레이어가 두 부분으로 나누어 발표한  성운 및 성단에 관한 색인목록(영어: Index Catalogue of Nebulae and Clusters of Stars)이다. 이는 NGC의 부록의 역할을 하며, 종합적으로 IC 천체라고 불리는 5,386 개의 천체를 추가로 수록하고 있다. IC는 1888년에서 1907년 사이에 은하, 성단, 성운의 발견을 요약하고 있다. IC의 정정 목록은 1912년에 발표되었다.

## 개정된 신판일반목록
개정된 비항성상 천체에 관한 신판목록(영어: Revised New Catalogue of Nonstellar Astronomical Objects, 줄여서 RNGC)은 1970년대 초반 잭 W. 술렌틱과 윌리엄 G. 티프트에 의해 작성되어 1973년에 NGC의 갱신물으로서 발표되었다. 그러나 단 3년에 걸쳐 완성되어야 했던 것이기 때문에, NGC의 자료(드레이어 그 자신이 발표한 정정까지 포함)에 대해 이전에 발표된 몇가지 정정을 포함하지 못했으며, 심지어 새로운 오류까지 내놓기도 했다.

## NGC 2000.0
NGC 2000.0 또는  완전한 성운 및 성단에 관한 신판일반목록 및 색인목록(영어: Complete New General Catalog and Index Catalog of Nebulae and Star Clusters)은 1988년 로저 W. 신노트가 J2000.0 좌표계를 이용하여 NGC 및 IC를 편찬한 것이다. 이 목록은 그동안 천문학자들이 만든 몇가지 정정 및 정오표를 포함하였다. 그러나 본 발행물을 너무 무시하였고 현대적인(그러나 잘못된) 정정만을 선호하였다.

## NGC/IC 계획
NGC/IC 계획은 1993년에 이루어진 공동연구이다. 이 연구는 NGC 및 IC 천체의 확인과, 이들에 대한 사진 및 기본적인 천문학 자료들을 수집을 목표로 하였다.

## 개정된 신판일반목록 및 색인목록
개정된 신판일반목록 및 색인목록(영어: Revised New General Catalogue and Index Catalogue, 줄여서 RNGC/IC)은 2009년 볼프강 슈타이니케의 편찬물이다. 이 목록은 NGC 및 IC에 대한 것에 관해 가장 종합적이고 권위있는 수정물 중 하나로 간주된다.

## NGC 일련번호 순 목록
다음은 NGC 천체 세부 목록이다. 천체 중 대다수는 성단, 성운, 은하이다.
- NGC 1 ~ 999 목록
- NGC 1000 ~ 1999 목록
- NGC 2000 ~ 2999 목록
- NGC 3000 ~ 3999 목록
- NGC 4000 ~ 4999 목록
- NGC 5000 ~ 5999 목록
- NGC 6000 ~ 6999 목록
- NGC 7000 ~ 7840 목록

## 같이 보기
- 메시에 천체
- 성운 및 성단에 관한 목록
- IC 목록
- 웁살라 일반목록